# Gruppe Gegenstimmen
Die Gruppe Gegenstimmen (teilweise auch Gegenstimme genannt) war eine Oppositionsgruppe in der DDR.
Die im Wesentlichen in Ostberlin existierende Gruppe, in der linke Christen und oppositionelle Marxisten Mitglieder waren, entstand aus einem Trägerkreis für ein Menschenrechtsseminar, das im November 1985 in der Ostberliner Kirchgemeinde Friedrichsfelde stattfand. Die Mehrzahl der Aktivisten kam aus der Initiative Frieden und Menschenrechte und setzte sich durch ihren sozialrevolutionären Anspruch von dieser ab. Bekannte Mitglieder der Gruppe waren unter anderem Thomas Klein, Reinhard Schult, Marion Seelig, Tina Krone und Vera Lengsfeld. Die Mitglieder waren zumeist auch in anderen oppositionellen Zusammenhängen aktiv und versuchten in diesen ihre sozialistischen Vorstellungen einzubringen. Die Gruppe war eine der initiierenden Kräfte der in Ostberlin stattfindenden Aktivitäten gegen den IWF-Gipfel in Westberlin im Oktober 1988, die zeitgleich mit den Westberliner Protesten und Demonstrationen stattfanden.
Im Frühjahr 1989 kam es zur Spaltung; eine Minderheit um Reinhard Schult verließ die Gruppe, um sich verstärkt in die Initiative Kirche von Unten einzubringen. Im Herbst 1989 löste sich die Gruppe auf. Ehemalige Mitglieder beteiligten sich an der Gründung der Vereinigten Linken, andere traten der Grünen Partei oder dem Neuen Forum bei.